# Pouch, Anhalt-Bitterfeld
Pouch là một đô thị thuộc huyện Anhalt-Bitterfeld, bang Saxony-Anhalt, Đức.

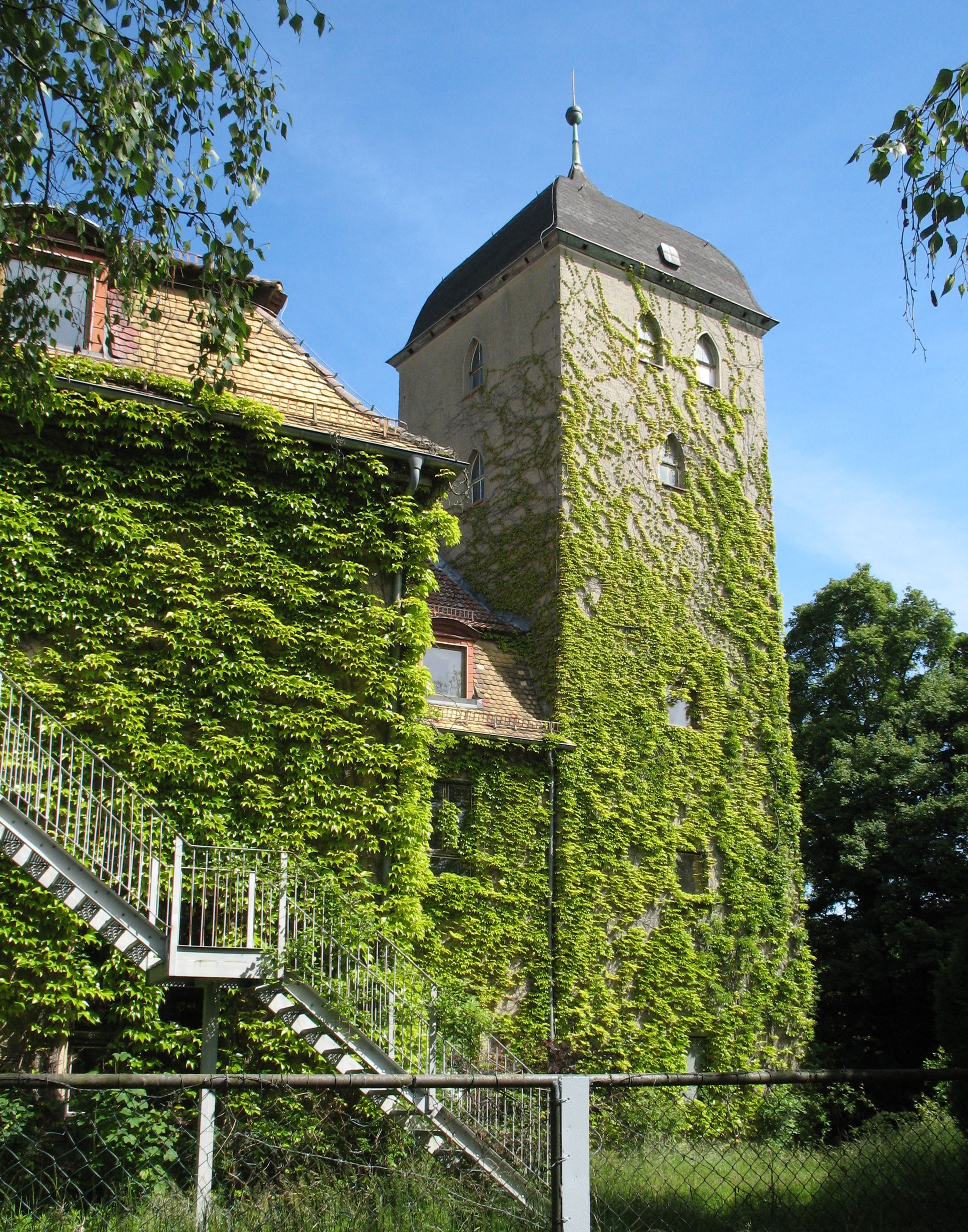
Lâu đài